# Пут за Авонли
Пут за Авонли (енгл. Road to Avonlea) је телевизијска серија која је приказивана у Канади и САД између 1989. и 1996. године. Серију је осмислио Кевин Саливан, а рађена је у копродукцији компанија Sullivan Films, CBC и Disney Channel. Снимљена је по књигама канадске списатељице Луси Мод Монтгомери, ауторке приче Ен из зелених забата, које је компанија Sullivan 1985. адаптирала у мини-серију Ана из зелених забата, са наставком из 1987, Ана из Авонлија.
Упркос томе што је радња серије Пут за Авонли смештена на Острво Принца Едварда, серија је снимљена у Уксбриџу близу Онтарија, док су ентеријери снимани у Торонту. У Америци, наслов је био поједностављен у Авонли, и више епизода је било преименовано и измешано. Када је серија изашла на DVD-ју, наслов је опет био измењен са Пут за Авонли на Приче из Авонлија.
Серија прати измишљени градић Авонли на Острву Принца Едварда, раних година 20. века (1903—1912). На самом почетку, богати отац шаље из Монтреала своју ћерку јединицу, једанаестогодишњу Сару Стенли (Сара Поли) на село код две тетке, Хети и Оливије Кинг, да би се зближила са фамилијом њене покојне мајке. Серија је тада била фокусирана на Сарин живот и одрастање код тетки, да би се касније прича развијала и приказивала живот целе породице Кинг. Касније сезоне серије приказивали су и остале становнике Авонлија који су били повезани са породицом Кинг, док је Сара Поли касније и напустила серију, али не потпуно зато што се неколико пута појављивала као гост (нпр. у последњој епизоди).
Серија је у Србији под називом Пут за Ејвонли премијерно емитована половином 1990-их година на Телевизији БК, а касније је неколико пута била репризирана на телевизијама Б92 и РТС 1.

## Ликови

### Главни ликови
- Хети Кинг (игра је Џеки Бароуз) - Хети је озбиљна, и строга средовечна учитељица школе у Авонлију. Она живу у „Ружиној кућици“ са својом млађом сестром, Оливијом, и Саром која је ћерка њене покојне сестре. У каснијим сезонама, Хети престаје да предаје да би се посветила писању. Касније када Сара одлази у Европу са својом дадиљом, Хети прима код себе Рејчел Линд и близанце, Дејвија и Дору.

- Сара Стенли (игра је Сара Поли) - Сара је једанаестогодишња девојчица авантуристичког духа која је навикла на лагодан живот у богатству у Монтреалу која се покушава прилагодити једноставном животу у Авонлију. Када у првој епизоди дође у ЕАвонли, она у почетку живи у „Ружиној кућици“ са Хети и Оливијом. Касније Сара се скоро и не појављује (али биће гост у неколико каснијих епизода) већ путује са дадиљом по Европи. (1—5. сезона)

- Оливија Кинг (игра је Маг Рафман) - Оливија је Кетина млађа сестра. Зару она је нежнија и отворенија тетка која ће се нешто касније удати за Џаспера Дејла и отићи из „Ружине куће“. Пре брака, Оливија је радила као новинар за локалне новине. Џаспер и Оливија заједно имају сина Монгомерија а касније усвајају и бебу, девојчицу (Алишу) коју им је оставила једна од радница у фабрици. У претпоследњој епизоди, фабрика за конзервирање јастога коју су водили, услед јаког невремена и грома хвата пожар и бива спаљена до темеља. У последњој епизоди објављују да се селе из Авонлија зато што је Џаспер прихватио посао предавача у краљевској академији науке.

- Алек Кинг (игра га Седрик Смит) - Алек је Сарин ујак и рођени брат Хети и Оливије. Он је фармер и живи са породицом близу „Ружине кућице“ на фарми Кингових.

- Џенет Кинг (игра је Лали Кадо) - Џенет је Алекова жена. Она је самостална и одлучна али и вредна и пожртвована мајка четворо деце (Фелисити, Феликс, Сесили и Данијел).

- Фелисити Кинг (игра је Џема Зампроња) - Фелисити је амбициозна тринаестогодишња ћерка Алека и Џенет Кинг. Она најчешће инсистира да је третирају као одраслу особу и понаша се превише поносито и супериорно над осталом децом а нарочито сестричином Саром. Има потребу да се стално доказује и воли да је најбоља у свему. Временом упознаје Гаса Пајка и у последњој епизоди се венчају. Током серије она има више удварача, од Артура Петибона (учитељевог сина који је ветеринар) до Стјуарта Мекреја (за кога се вери и умало не удаје због уверења да је Гас мртав.) Током серије Фелисити је неодлучна, жели да буде, жена, па учитељица, доктор да би на крају од руина куће коју реконтруише основала сиротиште за напуштену децу Авонлија.

- Феликс Кинг (игра га Закари Бенет) - Феликс је десетогодишњи син Алека и Џенет. Несташан је и често упада у невоље. Феликс се у каснијим епизодама упознаје са Изи (Изолда),(девојчицом која се у почетку облачи и понаша као мушко и име жељу да постане први женски официр у Канади) која је ћерка удовца и школског учитеља (када Хети оде у пензију) господина Петибона. Између њих двоје јављале су се симпатије које су до краја серије остале неразјашњене. У последњој епизоди Феликс се пријављује у морнарицу, и одлази на море после сестрине свадбе.

- Сесили Кинг (игра је у почетку Хармони Крамп а у каснијим годинама Моли Аткинсон) - Сесили је тиха, и најмлађа ћерка Алека и Џенет Кинг. У почетку њен лик није довољно разрађен све до промене глумица када Сесили оде у санаторијум у Америци због туберкулозе којом добија. Она је више заинтересована за вођење фарме од свој брата Феликса (коју по правилу најстарији син треба да наследи), и током једне полемике у епизоди Алек ипак одлучује да фарму остави њој.

- Гас Пајк (игра га Мајкл Махонен) - Гас је млади луталица који временом успева да заради поштовање неповерљивих становника Ејвонлија. (2—5. сезона) Гас је такође и морнар. Он с времена на време напушта Ејвонли да би нашао родитеље или какву информацију више о њима. После урагана, претпостављало се да је мртав, али временом га налази Фелисити и Хети на источним обалама САД. Гас је после несреће остао слеп и оне га враћају у Канаду да би се касније и оперисао у намери да поврати вид. После операције, Гас жени Фелисити, а њиховим венчањем се завршава серија.

- Џаспер Дејл (игра га Р. Х. Томпсон) - Џаспер је повучен и стидљив фотограф и проналазач који се времеом жени са Оливијом. Заједно водиће локалну фабрику за конзервирање јастога коју у последњој сезони захвата пожар и изгори до темеља. Убрзо прихвата позив академије наука и са Оливијом се селе ван Авонлија.

### Споредни ликови
- Рејчел Линд (игра је Патриша Хамилтон) - Рејчер је локална трачара и самопостављена заштитница морала у Авонлију. Њен лике се такође појављује у серији Ана из Зелених забата

- Марила Катберг (игра је Колин Дјухерст) - Марила је Рејчелина најбоља другарица. Она је смирена и толерантна жена. Она је такође и лик из серије Ана из Зелених забата. Она осим Ане у Авонлију усваја и близанце Дејвија и Дору. (1—3. сезона: лик умире у серији после праве смрти глумице током 1991. године)

- Мјуријел Стејси (игра је Мерилин Лајтстоун) - Мјуријел је учитељица и Хетин ривал. Њих две су тоталне супротности. Мјуријел вози једина кола у Авонлију, и пропутовала је цео свет. Касније захваљујући Изином проводаџисању она се зближава са Клајвом Петибоуном.

Током серије појављује се доста познатих личности у виду гостију као што су Феј Данавеј, Ширли Даглас, Дајана Риг, Мајкл Јорк, Кристофер Лојд, Кристофер Рив и други.